# Daniela Piedade
Daniela de Olivieira Piedade, née le 2 mars 1979 à São Paulo au Brésil, est une handballeuse internationale brésilienne.

## Biographie
Né dans la ville de São Paulo, elle vit enfant dans le quartier d'Interlagos et rêvait d'être pilote de course. Elle commence à jouer au handball à l'Escola Pinheiro, puis Colégio Albert Einstein en enfin au HC Jundiaí. En 2001, elle a reçu une offre de transfert à Hypo Niederösterreich en Autriche.
En 2012, après dix ans dans le club autrichien d'Hypo Niederösterreich, elle rejoint le club slovène du RK Krim. En octobre 2012, elle subit un accident vasculaire cérébral alors qu'elle s'échauffait pour un match. Transportée à l'hôpital, la Brésilienne de 33 ans a repris la parole le lendemain.
Elle a pu par la suite continuer sa carrière de joueuse, étant notamment championne du monde en 2013 avec le Brésil, avant d'annoncer sa retraite sportive en 2018.

## Palmarès

### En club
Compétitions internationales
- finaliste de la Ligue des champions en 2008
- finaliste de la Coupe de coupes en 2004

Compétitions nationales
- vainqueur du Championnat d'Autriche en 2004, 2005, 2006, 2007, 2008, 2009, 2010, 2011 et 2012
- vainqueur de la Coupe d'Autriche en 2004, 2005, 2006, 2007, 2008, 2009, 2010, 2011 et 2012
- vainqueur du Championnat de Slovénie en 2013 et 2014
- vainqueur de la Coupe de Slovénie en 2013

### En équipe nationale
Championnats du monde
- 12e place au championnat du monde 2001 en Italie
- 20e place au championnat du monde 2003 en Croatie
- 7e place au championnat du monde 2005 en Russie
- 14e place au championnat du monde 2007 en France
- 5e place au championnat du monde 2011 au Brésil
- Médaille d'or au championnat du monde 2013 en Serbie
- 10e place au championnat du monde 2015 au Brésil

 Jeux panaméricains
- Médaille d'or aux Jeux panaméricains de 2003
- Médaille d'or aux Jeux panaméricains de 2007
- Médaille d'or aux Jeux panaméricains de 2011
- Médaille d'or aux Jeux panaméricains de 2015

 Championnats panaméricains
- Médaille d'or au Championnat panaméricain 2000
- Médaille d'or au Championnat panaméricain 2005
- Médaille d'or au Championnat panaméricain 2007
- Médaille d'or au Championnat panaméricain 2011
- Médaille d'or au Championnat panaméricain 2015

 Jeux olympiques
- 7e place aux Jeux olympiques de 2004
- 9e place aux Jeux olympiques de 2008
- 6e place aux Jeux olympiques de 2012
- 5e place aux Jeux olympiques de 2016